# 冼卓嵐
冼卓嵐（英語：Kelvin Sin Cheuk-nam，1993年11月29日—），前任香港耀安選區議員兼沙田區議會副主席 ，於2019年香港區議會選舉以2252票之差，擊敗原任議員李世榮。

## 早年生涯
冼卓嵐早年居於華富邨，於香港理工大學電子計算學系就讀。

## 從政之路

### 雨傘革命及2015年香港區議會選舉
冼卓嵐於雨傘革命決意進行地區工作深耕，但冼其後加入民主黨，有高登仔批評他是「叛徒」，但他不同意有關言論。
於2015年香港區議會選舉，冼出選中西區堅摩選區，當時是黨內最年輕的候選人，挑戰時任青年新政召集人周世傑和現任議員民建聯陳學鋒。最終陳學鋒以1,859票，略為少於過半的票數，成功連任。
| 政党   | 政党     | 候选人    | 票数  | %     | ±      |
| ------ | -------- | --------- | ----- | ----- | ------ |
|        | 民主黨   | 1. 冼卓嵐 | 1,072 | 28.44 | 不適用 |
|        | 青年新政 | 2. 周世傑 | 838   | 22.23 | 不適用 |
|        | 民建聯   | 3. 陳學鋒 | 1,859 | 49.32 | -4.65‬  |
| 多数票 | 多数票   | 多数票    | 787   | 20.88 | 不適用 |

### 元朗襲擊事件被襲
於元朗襲擊事件中，冼和民主黨立法會議員林卓廷一同進入當時混亂的元朗站視察情況，結果一同被襲。至2020年1月，林卓廷連同冼卓嵐及多名事件傷者入稟法庭，控告警務處處長鄧炳強，指警方當天沒有履行職責保護市民，違背《警隊條例》第10條「警隊的責任」，令多名市民無辜受傷，共索償270萬元。

### 2019年香港區議會選舉
於2019年香港區議會選舉，冼出選沙田區耀安選區，最終以2252票之差，擊敗原任議員李世榮。
| 政党   | 政党                | 候选人    | 票数  | %     | ±      |
| ------ | ------------------- | --------- | ----- | ----- | ------ |
|        | 民建聯/新界社團聯會 | ①. 李世榮 | 3,727 | 38.50 | -20.83 |
|        | 民主黨              | ②. 冼卓嵐 | 5,953 | 61.50 | 不適用 |
| 多数票 | 多数票              | 多数票    | 2,226 | 23.00 | +4.34  |

## 區議會服務 （2020-2023）[7]
- 區議會副主席
- 區議會議員
- 地區設施管理及保安事務委員會委員
- 教育及福利委員會委員
- 發展及房屋委員會委員
- 交通及運輸委員會委員
- 衞生及環境委員會委員
- 財務及常務委員會委員
- 加強沙田區公共衞生工作小組成員
- 社區會堂及圖書館管理工作小組成員
- 地區設施及改善工程工作小組成員

## 資料來源
1. ↑  . www.dphk.org.   [2020-01-21]. （原始内容存档于2021-08-12）.
2. 1 2  . 香港獨立媒體網.   [2020-01-21]. （原始内容存档于2019-10-08）.
3. ↑  . Apple Daily 蘋果日報.   [2020-01-21]. （原始内容存档于2016-01-23）.
4. ↑  . 眾新聞.   [2020-01-21]. （原始内容存档于2020-03-19） （中文）.
5. ↑  . www.facebook.com.   [2020-01-21]. （原始内容存档于2020-03-28） （中文（简体））.
6. ↑  . www.elections.gov.hk.   [2020-01-21]. （原始内容存档于2019-12-10）.
7. ↑  .   [2020-08-21]. （原始内容存档于2021-07-13）.